# Liceo Experimental Manuel de Salas
El Liceo experimental Manuel de Salas (LMS) és un establiment educatiu públic situat a la comuna de Ñuñoa, a la ciutat de Santiago de Xile, i que depèn de la Universitat de Xile. Va ser creat pel Ministeri d'Educació el 1932 amb la finalitat de disposar d'una institució docent destinada a l'experimentació pedagògica. La seva creació va ser impulsada per l'activista dels drets femenins Amanda Labarca. El 1942 el LMS va ser traspassat a la Universitat de Xile Universidad de Chile, i adscrit al seu Institut Pedagògic Instituto Pedagógico de la Universidad de Chile, dependent de la Facultat de Filosofia i Humanitats.
El Liceo experimental Manuel de Salas ofereix ensenyament des de preescolar (Kinder) fins batxillerat.
Des dels seus inicis el LMS va formar part activa d'un procés d'investigació i de pràctica de tècniques i mètodes nous per a l'educació xilena en ser el primer establiment d'educació secundària el 1932 de caràcter mixt (homes i dones). Posteriorment va incorporar els cursos de parvulari i educació bàsica. La directora fins al 1943, Irma Salas Silva, va ser una de les principals impulsores de la recerca pedagògica a Xile.
El prestigi del Liceo Experimental Manuel de Salas és degut en part gràcies a les innovacions pedagògiques que s'han iniciat en el seu si: la formació dels consells de curs estudiantils, els centres d'alumnes, els centres de pares i apoderats, l'orientació estudiantil, la diferenciació de currículum (pla comú i pla electiu) d'estudis en els dos últims anys de l'educació secundària, les activitats extracurriculars, la primera aplicació de l'Operació d'Evacuació i Seguretat Escolar (operació Deyse) el 1966. El LMS és pioner en les transmissions experimentals de televisió educativa en circuit tancat entre 1960 i 1963. També ho és en la creació del Consell Assessor amb la participació de professors, apoderats i alumnes juntament amb les autoritats del Liceu.
Amb posterioritat al desmembrament de la Universitat de Xile per la dictadura militar, el Liceu va ser adscrit a la Universitat Metropolitana de Ciències de l'Educació i, el 2002, va tornar a ser adscrit a la Universitat de Xile.
No menys de quinze alumnes i ex-alumnes del LMS van ser assassinats i/o assassinats-desapareguts per la DINA i pels escamots d'acció repressiva de la dictadura de Pinochet (setembre 1973- març1990). El 1991, prop d'un any després de la marxa de Pinochet del capdavant de la junta militar que gestionava el país, un monòlit de record i reconeixement a aquests membres de la comunitat educativa del LMS va ser instal·lada i inaugurada a l'interior del campus del LMS. Els seus noms són: Maria Inés Alvarado Borges, Jaime Mauricio Buzio Lorca, Arnoldo Camú Veloso, Alejandro de la Barra Villarroel, Martin Elgueta Pinto, Sergio Gabriel Flores Durán, Luís Fernando Fuentes Riquelme, Carlos Enrique Godoy Lagarrigue, Luis Julio Guajardo Zamorano, Jorge Mario Jordán Domic, Hugo Martínez González, Litre Quiroga Carvajal, Jaime Eugenio Robotham Bravo, Edwin Van Yurick Altamirano.